# Eremaphanta fasciata
Eremaphanta fasciata är en biart som beskrevs av Popov 1957. Eremaphanta fasciata ingår i släktet Eremaphanta och familjen sommarbin. Inga underarter finns listade i Catalogue of Life.